# Minerały akcesoryczne
Minerały akcesoryczne – minerały występujące sporadycznie tylko w niektórych typach skał. 
Najczęściej nie decydują o jej przynależności do danej grupy, lecz czasami stanowią podstawę do wydzielenia szczególnego typu odmiany danej skały. Bywają najczęściej wyróżniane w skałach krystalicznych (skały magmowe i niektóre skały metamorficzne). Tworzą tam duże rozpoznawalne makroskopowo kryształy. Są najczęściej reprezentowane przez turmaliny, granaty, chromit, bywają także zaliczane do nich cyrkon i apatyt.